# Velemir
Velemir je moško osebno ime.

## Izvor imena
Ime Velemir je različica moškega osebnega imena Velimir.

## Pogostost imena
Po podatkih Statističnega urada Republike Slovenije je bilo na dan 31. decembra 2007 v Sloveniji število moških oseb z imenom Velemir: 31.

## Osebni praznik
Osebe z imenom Velemir lahko godujejo skupaj z Velimiri.